# Petra Rudolf (Physikerin)
Petra Rudolf (* 1957 in München) ist eine Festkörperphysikerin. Seit 2003 ist sie als Professorin an der Universität Groningen angegliedert.

## Bildung
Rudolf wurde in München geboren, zog aber in jungen Jahren nach Italien, wo sie ihr Abitur machte. Sie studierte dann Physik an der Universität La Sapienza in Rom. Während der ersten 5 Jahre nach ihrem Abschluss arbeitete sie abwechselnd am National Surface Science Laboratory in Triest und den AT&T Bell Laboratories in den USA. 1995 promovierte sie an der Universität von Namur.

## Follow-up-Karriere und Forschung
Nach mehrjähriger Tätigkeit an der Universität in Namur wurde sie (in 2003) Professorin für Experimentelle Festkörperphysik an der Universität Groningen am Materials Science Center (später Zernike Institute for Advanced Materials). In ihrer Forschung konzentrierte sich Rudolf auf Graphen, eine spezielle Form von Kohlenstoff, und die Wechselwirkung von Kohlenstoff mit Metallen. Sie verwendet verschiedene Spektroskopie-Techniken wie Elektron-Enspektroskopie und Röntgen-Absorptionsspektroskopie, um die Eigenschaften von Oberflächen verschiedener Materialien zu untersuchen. Darüber hinaus war sie mit ihrem Institut maßgeblich an der Entwicklung sogenannter Nano-Maschinen oder Nanomotoren beteiligt. Diese winzigen „Geräte“ im molekularen oder kleineren Maßstab können Energie in Bewegung umwandeln.

## Frauenemanzipation
Rudolf setzte sich dafür ein, dass mehr Frauen Karrieren in der wissenschaftlichen Forschung machen konnten. So engagiert sie sich beispielsweise am Rosalind-Franklin-Fellowship-Programm der Universität Groningen, das Frauen zusätzliche Möglichkeiten bieten soll, eine Professur innerhalb dieser Universität zu bekleiden.
Darüber hinaus arbeitet sie in den wichtigsten niederländischen Physikorganisationen, um Frauen zu ermutigen, sich für eine Karriere in der Physik zu entscheiden, und hält Vorträge zum Thema „Frauen in der Physik?“. Sie war an Kursen für Doktorandinnen und am NIMF beteiligt, dem holländischen Netzwerk für Frauen, die in Informatik, Mathematik und Physik arbeiten.

## Anerkennung
Petra Rudolf ist ein Fellow der American Physical Society, eine Position, die sie aufgrund ihrer Arbeit an Graphen und den lichtgetriebenen synthetischen molekularen Motoren erhalten hat. Sie war die erste Physikerin in den Niederlanden, die Mitglied der Vereinigung wurde. Rudolf und ihre Forschungsgruppe gehörten zu den Gewinnern des EU Descartes-Preises für ihre Beiträge zur Entwicklung synthetischer Nanomaschinen.
2013 wurde sie zum Offizier im  Orden von Oranien-Nassau ernannt. 2016 wurde sie in die Deutsche Akademie der Technikwissenschaften und 2021 in die Academia Europaea gewählt.